# Robert Rodríguez (músico)
Robert Rodríguez (Arequipa, Perú. 3 de septiembre de 1965) es un músico,compositor y multinstrumentista.
Fue tecladista, bajista y guitarrista del grupo Los Prisioneros entre 1990 y 1992, en el período de promoción del disco Corazones. Tras la disolución de la banda, fue integrante del grupo electrónico Jardín Secreto junto a Cecilia Aguayo y  Miguel Tapia. Desde 1985 es vocalista , guitarrista y compositor de la agrupación Banda 69, grupo icónico en lo que se llamó el boom del rock-pop chileno de los 80´s  . Su primer álbum fue producido por Jorge González (líder de Los Prisioneros).

## Biografía
Fue durante la experiencia de estudio en la Facultad de Artes Universidad de Chile el año 1983 cuando Rodríguez conoce a Jorge González, Carlos Fonseca, Igor Rodríguez y algunos de sus futuros compañeros músicos como Waldo Castillo y Jorge Silva, quienes luego se unieron para formar su agrupación propia, llamada Banda 69. Bajo estos nombres es posible identificar el inicio de icónicas bandas como: Los Prisioneros, Aparato Raro y la propia Banda 69.
Junto a Banda 69 y a través de Jorge González, quien lo produjo musicalmente, lograron lanzar su primer álbum de estudio llamado "Banda 69", el diseño gráfico del álbum estuvo a cargo de Jacqueline Fresard (quien era esposa de González) y miembro del grupo de performance Las Cleopatras.
En el año 1990 el guitarrista de Los Prisioneros, Claudio Narea abandonó el grupo, por lo que Rodríguez fue invitado como apoyo a la banda para tocar el bajo y teclados, por el hecho de que González tenía problemas en su brazo y le era difícil tocar el bajo.  En ese tiempo Los Prisioneros promocionaban el álbum Corazones , el cual fue de mayor venta en la historia de la banda, junto con la tecladista Cecilia Aguayo. En 1991 se presentaron en el XXXII Festival Internacional de la Canción de Viña del Mar, y luego de realizar una gira, la banda se disolvió a principios de 1992.
Por ese mismo año Rodríguez fue contactado por Claudio Narea ya que estaba formando una nueva banda llamada Profetas y Frenéticos, por lo cual luego de varias sesiones de proceso creativo dieron forma a la canción ¡Muévete, retuércete! siendo coautor. Sin embargo Rodríguez no continuó con ese proyecto, ya que fue contactado por Miguel Tapia y Cecilia Aguayo para formar parte de su proyecto musical llamado Jardín Secreto en el cual participó en la guitarra.
Luego de haber pasado un tiempo en Francia probando nuevos escenarios junto a Banda 69, decide regresar definitivamente a Chile y en el año 2010 junto a su banda lanza el álbum "Pasiones" su segundo disco, el cual recupera trabajos ya realizados anteriormente y lo nuevo, donde se destacan sencillos como, “Pasiones Prohibidas”, “Aceptar“, “Miserables”, además viene como bonus track la canción "James Bond" que es el primer tema de Banda 69 y nunca fue incluido en ninguna producción.
Actualmente Rodríguez continúa en la escena musical con nuevos proyectos y nueva banda, interpretando sus temas.